# Тшцинець (Кутновський повіт)
Тшцинець (пол. Trzciniec) — село в Польщі, у гміні Бедльно Кутновського повіту Лодзинського воєводства.
У 1975-1998 роках село належало до Плоцького воєводства.